# Sven Grunert
Sven Grunert (* 3. März 1962 in Stuttgart) ist ein deutscher Regisseur und Intendant. 

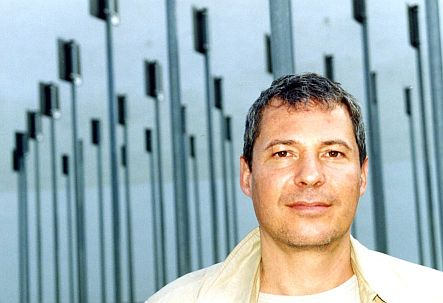
Sven Grunert

Sven Grunert ist der Sohn des baden-württembergischen SPD-Politikers Werner Grunert. Er besuchte die Albert-Schweitzer-Realschule und später das Wirtschaftsgymnasium in Böblingen.
Grunert begann seine künstlerische Arbeit als Liedermacher, Texter und Rezitator. Nach einem Volontariat beim „Herrenberger Gäuboten“ erhielt er seine künstlerische Ausbildung an der Schauspielschule Bochum und machte sein Regiediplom an der Theaterakademie Ulm. Sein Stück Fetzer, ein Stück Jugend wurde 1988 am Theater Ulm uraufgeführt. Seine Assistentenzeit verbrachte er unter anderem bei Giorgio Strehler am Piccolo Teatro di Milano und bei Ken Campbell am Royal National Theatre in London. In Luxemburg war er 1990 Mitbegründer und künstlerischer Leiter des Centre d’expression théâtrale unter dessen Präsidenten Robert Grégoire.
1992 wurde Grunert in Landshut zum künstlerischen Leiter gewählt und gründete daraufhin zusammen mit Odile Simon und Matthias Kupfer, einem Trägerverein und der Stadt Landshut das kleine theater – Kammerspiele Landshut. Seine Eröffnungspremiere erlebte das Theater mit dem Stück Liebe Jelena Sergejewna von Ludmilla Rasumowskaja, bei dem Grunert Regie führte. 1996 wurde vom Kultur- und Bausenat der Stadt Landshut für das kleine theater die Renovierung eines städtischen mittelalterlichen Lagerhauses beschlossen. Für das „womöglich letzte neue Theater dieses Jahrtausends in Deutschland“ (so die SZ vom 22. September 1998) entwickelte die Theaterleitung zusammen mit dem Architekturbüro Hild und Kaltwasser die Konzeption des Hauses. 1999 erfolgte hierfür die Anerkennung mit dem Deutschen Architekturpreis. 
Sven Grunert eröffnete die neuen Kammerspiele Landshut 1998/99 mit seiner Inszenierung von Patrick Marbers Stück Hautnah, deren Intendant er seitdem ist. Seine Inszenierungen wurden seither zu Theaterfestivals im In- und Ausland eingeladen; unter anderem zum „Tollwood-Festival“ in München sowie nach Zagreb und Luxemburg. Seine Inszenierung der Antigone von Sophokles wurde 2005 zum „Internationalen Theaterfestival“ nach Sibiu eingeladen. 2006 erhielt Julia Koschitz für ihre Darstellung der Titelrolle in Grunerts Inszenierung von Ibsens Nora oder Ein Puppenheim den Darstellerpreis bei den 24. Bayerischen Theatertagen. 
2007 wurde Grunerts Inszenierung von Becketts Glückliche Tage zum „17. Nationalen Theaterfestival“ nach Bukarest und zum „Internationalen Theaterfestival Interferenzen“ nach Cluj eingeladen. Seine Inszenierung des Theaterstücks Nein Heisst Nein war zentraler Bestandteil eines Theater-Präventionsprojektes, für das der Verein „Power-Child e. V.“ 2009 als „Ausgewählter Ort im Land der Ideen“ von der Deutschen Bank München ausgezeichnet wurde.
Sven Grunert wohnt in Böblingen und Landshut. Er ist Vater von drei Kindern.

## Inszenierungen
- Ayad Akhtar, Geächtet
- Aischylos, Orestie (Bearbeitung)
- Edward Albee, Wer hat Angst vor Virginia Woolf?
- James M. Barrie, Peter Pan
- Gabriel Barylli, Honigmond
- Christine Brückner, Ungehaltene Reden ungehaltener Frauen
- Max von Beat, Fäh
- Samuel Beckett, Glückliche Tage
- Bertolt Brecht, Dreigroschenoper
- Georg Büchner, Leonce und Lena
- Bearbeitung von Caryl Churchills Stück Fenn: Im Moor der Fische
- Ariel Dorfman, Der Tod und das Mädchen
- Carlo Goldoni, Diener zweier Herren
- Carlo Goldoni, Mirandolina
- Sven Grunert, Polaroid
- Ilan Hatsor, Vermummte
- Theodor Holman, Das Interview
- Henrik Ibsen, John Gabriel Borkmann
- Henrik Ibsen, Nora. Ein Puppenheim
- Roy Kift, Stärker als Supermann
- Agota Kristof, John und Joe
- Eugène Labiche, Die Affaire in der Rue de Lourcine
- Neil LaBute, Tag der Gnade
- David Mamet, Oleanna
- Patrick Marber, Hautnah
- Pierre Carlet de Marivaux, Verführbarkeit auf beiden Seiten
- Pierre Carlet de Marivaux, Spiel von Liebe und Zufall
- William Mastrosimone, Total Krass
- Molière, Scapins Streiche
- John Osborne, Blick zurück im Zorn
- Alexandre de La Patelliere und Mathieu Delaporte, Der Vorname
- Ludmilla Rasumowskaja, Liebe Jelena Sergejewna
- Yasmina Reza, Der Gott des Gemetzels
- Moritz Rinke, Wir lieben und wissen nichts
- Éric-Emmanuel Schmitt, Monsieur Ibrahim oder die Blumen des Koran
- Robert Schneider, Dreck
- William Shakespeare, Der Sturm
- William Shakespeare, Ein Sommernachtstraum
- Sophokles, Antigone
- August Strindberg, Fräulein Julie
- Lot Vekemans, Gift
- Tennessee Williams, Glasmenagerie
- Tennessee Williams, Endstation Sehnsucht

Einladungen Theaterfestivals
- Europäisches Theaterfestival in Luxemburg / Wiltz 1993
- Filmfest München 1994
- Luxemburg Kulturhauptstadt Europas 1995
- Bayerisches Kinder- und Jugendtheaterfestival Augsburg 1996
- Shakespeare-Tage Leipzig 1996
- Tollwood-Festival München 1997
- Kinder- und Jugendfestival Zagreb 1998
- Internationales Theaterfestival in Sibiu 2005
- internationales Theaterfestival Ungarisches Staatstheater Klausenburg 2007
- Nationales Theaterfestival Bukarest 2007
- Kaltstart Theaterfestival in Hamburg 2013
- Wasserburger Theatertage 2013 und 2014
- Bayerische Theatertage 2001 bis 2014